# Trinkhalle (Dessau)

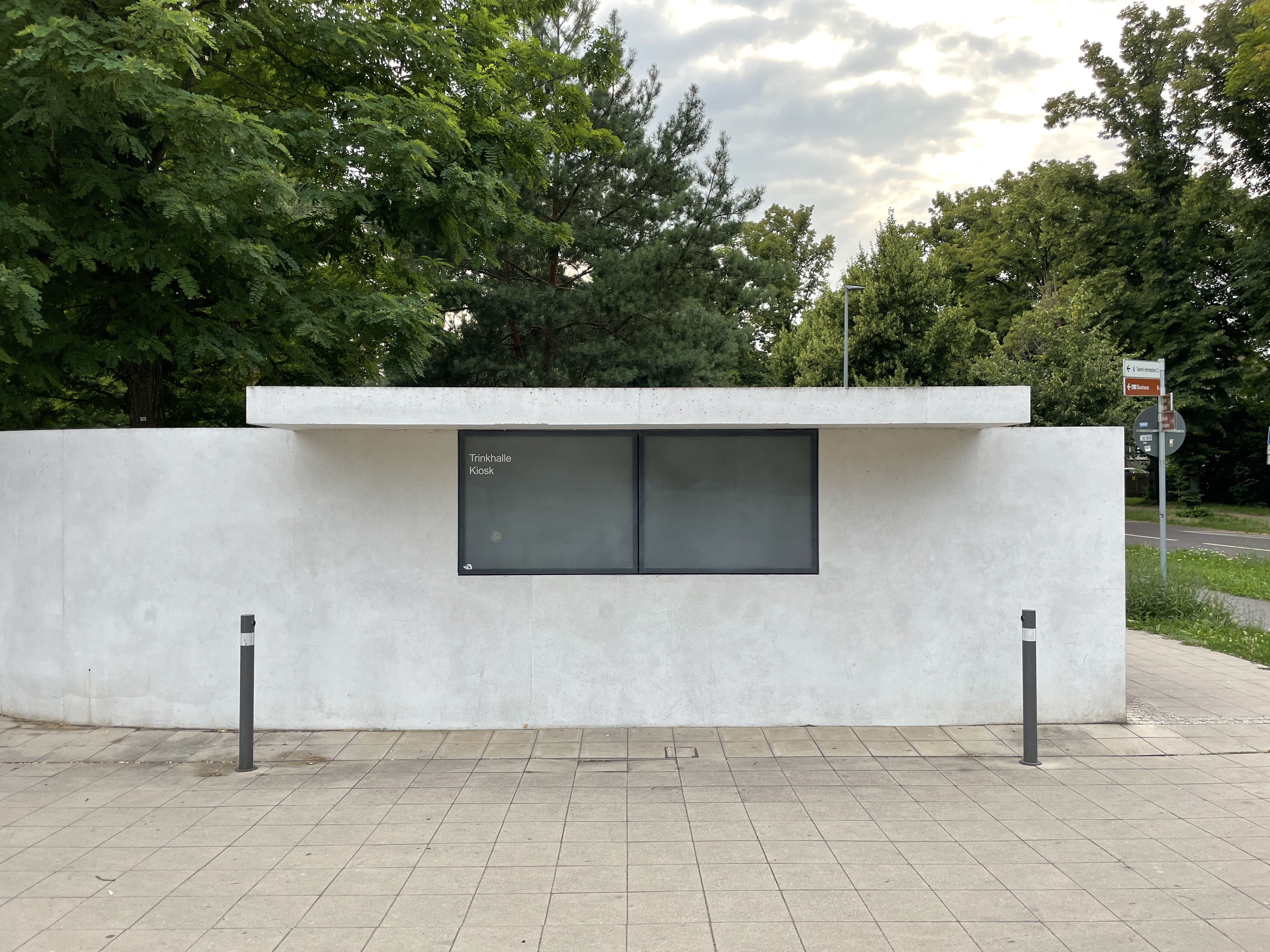
Rekonstruktion mit identischer Kubatur (2021)

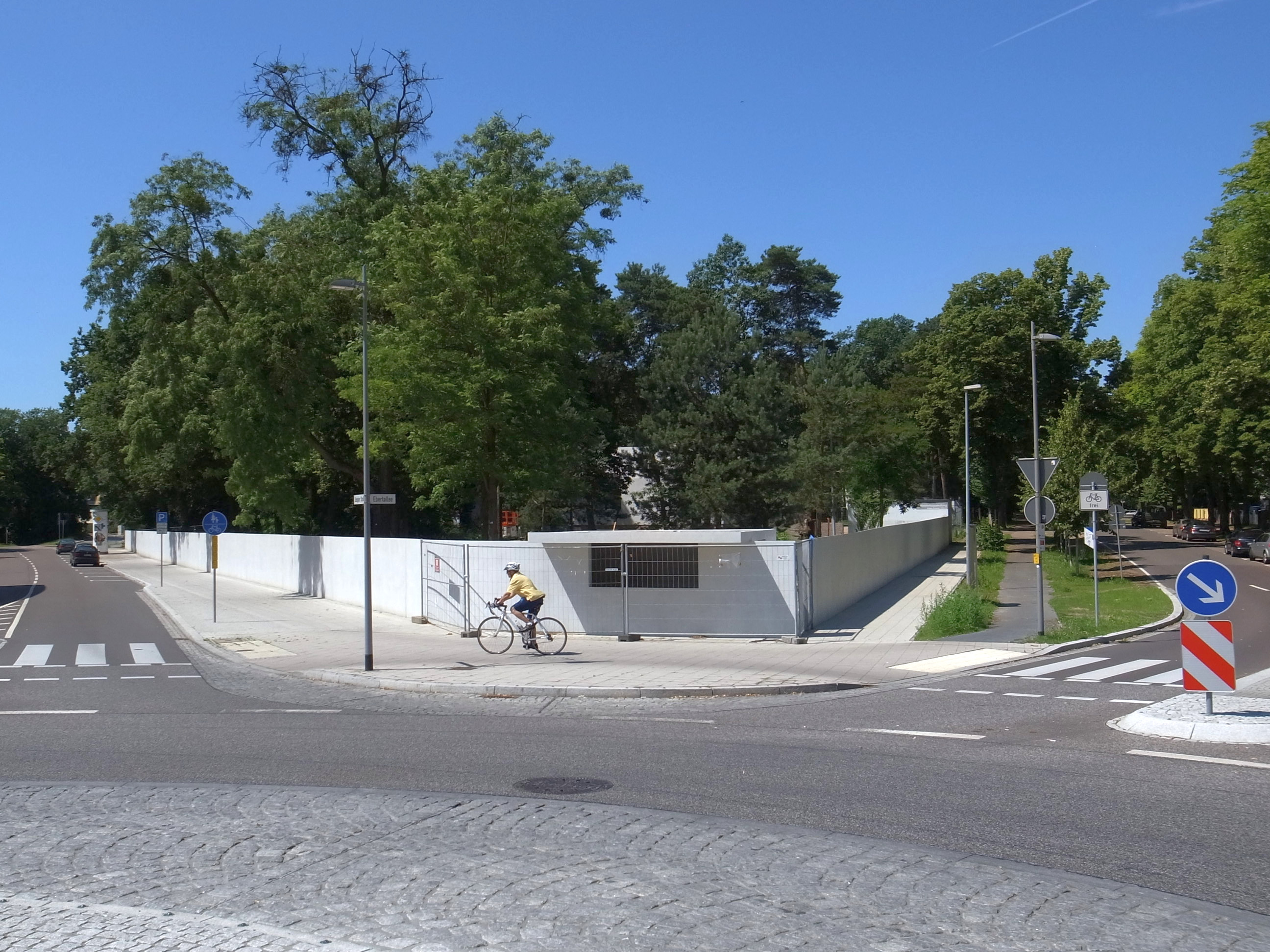
Lage im Straßenbild (2013)

Die Trinkhalle ist ein Gebäude in Dessau-Roßlau in Sachsen-Anhalt. Sie war ein Werk des bedeutenden Architekten Ludwig Mies van der Rohe. Nach dem Abriss des Gebäudes 1962 wurde die Grundform des Gebäudes in den 2010er Jahren rekonstruiert.

## Lage
Das kleine Gebäude befindet sich an der Westseite der Kreuzung von Ebertallee, Gropiusallee, Puschkinallee und Ziebigker Straße. Etwas weiter westlich der Trinkhalle befinden sich die Meisterhäuser des Bauhauses östlich das Monument Sieben Säulen.

## Geschichte
Am Standort befand sich ab etwa 1900 eine Trinkhalle. Diese wurde 1925 im Zuge des Baus der Meisterhäuser abgerissen. Stattdessen wurde im weiter westlich gelegenen Amaliensitz eine Trinkhalle eingerichtet.
Für die 1932 vorgesehene Neuerrichtung einer Trinkhalle hatte der Bauherr Adolf Schnackenberg, der zur Bauzeit sämtliche Trinkhallen in Dessau betrieb, einen Plan durch das städtische Bauamt anfertigen lassen. Der Dessauer Oberbürgermeister Fritz Hesse soll sich dann jedoch dafür eingesetzt haben, dass aufgrund der räumlichen Nähe zu Bauten des Bauhauses, der Neubau auch durch das Bauhaus ausgeführt werden sollte.
Der Architekt Ludwig Mies van der Rohe war seit 1930 Direktor des Dessauer Bauhauses. Es war vertraglich geregelt, dass die Stadt Dessau ihn zur Lösung städtischer Bauaufgaben heranzuziehen hatte. Vor diesem Hintergrund wurde er dann beim Bau der Trinkhalle in unmittelbarer Nähe der Meisterhäuser als Architekt tätig. Eine erste Erwähnung des Projekts stammt vom 15. März 1932. Mies van der Rohe fertigte den Entwurf, die Bauleitung übertrug er dem als Student am Bauhaus tätigen Eduard Ludwig. Für Ludwig war es die erste Arbeit als Architekt. Die Baukosten beliefen sich auf 3.500 Mark. Bei einer Besprechung zwischen Mies van der Rohe und dem Oberbürgermeister Hesse am 10. Mai 1932, war auch die Trinkhalle Gesprächsgegenstand.
Die Fertigstellung und Übergabe der Trinkhalle erfolgte am 17. Juni 1932. Der Bau der Trinkhalle stieß in der Öffentlichkeit auf Kritik. Nur wenige Monate später wurde das Bauhaus durch Beschluss des bereits von der NSDAP dominierten Dessauer Stadtrates geschlossen.
Beim Verkauf des Gropiushauses an Junkersmitarbeiter im Jahr 1936, wurde das Grundstück der Trinkhalle vom Grundstück des Hauses abgetrennt. Die Trinkhalle überstand den Zweiten Weltkrieg, obwohl das Meisterhaus Gropius’ bei einem Luftangriff zerstört wurde. Neben Getränken wurden in der Trinkhalle Süßigkeiten, Tabak, Zigaretten, Zigarren und vor allem Gemüse sowie Obst verkauft. Die Trinkhalle wurde schließlich 1962 abgerissen.
Anlässlich des 25. Todestags Mies van der Rohes wurde die Trinkhalle am 17. August 1994 von Schülerinnen und Schülern des Fachgymnasiums Wirtschaft/Technik, BBS I aus Stoff und Holzlatten symbolisch wiederaufgebaut. 2013 erfolgte im Zusammenhang mit der städtebaulichen Reparatur der Meisterhaussiedlung eine Rekonstruktion der Trinkhalle. Zugleich wurde auch die Mauer neu errichtet. Im Sommer 2016 wurde die Trinkhalle wieder eröffnet.

## Architektur
Die Trinkhalle wurde in eine fast zwei Meter hohe weiße Mauer eingefügt, die das westlich gelegene Grundstück der Meisterhäuser abschirmte. Da nach dem Entwurf des Architekten die obere Kante der Trinkhalle mit der Mauer abschließen sollte, war eine Absenkung des Bodenniveaus erforderlich. Der wenige Jahre zuvor durch Walter Gropius veranlasste Bau der schmucklosen Mauer war in Dessau auf heftige Kritik gestoßen. Die Mauer wurde als „Klagemauer“ bezeichnet. Sie grenzte das Waldgrundstück der Meisterhäuser vom öffentlichen Raum ab. Unmittelbar nördlich der Mauer befindet sich eine Sichtachse des Dessauer-Wörlitzer-Gartenreichs, von der sie die Meisterhäuser abgrenzte. Mies van der Rohe durchbrach mit der Trinkhalle den östlichsten Punkt der Mauer, gegenüber den Sieben Säulen als Ostpunkt der Sichtachse und verwandelte sie von einem Ort der Abgrenzung zu einem Ort der Kommunikation. Von einer Barriere entwickelt sich der Ort zu einem Bestandteil des Alltags der Menschen. Es entstand eine Fensteröffnung in der Mauer, die von einem überhängenden Dach überspannt wird und eine schmale Türöffnung. Dabei wurde ein Spannungsfeld zwischen der vertikalen Mauer und dem das horizontale betonendem Dachvorsprung geschaffen. An diesem Ort trat damit ein Werk des modernen Bauens in eine Korrespondenz mit dem gegenüber liegenden Werk des Klassizismus, den Sieben Säulen.